# Gareth Bale
Gareth Frank Bale (n. 16 iulie 1989, Cardiff, Țara Galilor, Regatul Unit) este un fost fotbalist galez care a evoluat printre altele la Tottenham Hotspur, Real Madrid și Los Angeles FC, precum și la echipa națională de fotbal a Țării Galilor pe postul de atacant dreapta.

## Carieră

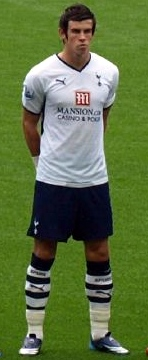
Bale la Spurs' înainte de un meci contra Chelsea

### Southampton
Pe 17 aprilie 2006, la 16 ani, Bale devine cel mai tânăr jucător al lui Southampton când și-a făcut debutul împotriva celor de la Millwall FC. Pe 6 august a marcat primul său gol, în fața celor de la Derby County FC, meci terminat 2-2.
În decembrie 2006, a câștigat Premiul Carwyn James de la BBC Țara Galilor, și a fost numit cel mai bun tânăr jucător din Football League pe 4 martie 2007.

### Tottenham Hotspur
Pe 25 mai 2007, Bale a semnat un contract pe 4 ani cu Tottenham Hotspur, cu ei plătind 5 milioane de lire sterline. Totuși, Tottenham a mai plătit 2 milioane pentru evoluțiile sale.
El a debutat pe 16 august împotriva celor de la Manchester United. El a marcat în al doilea său meci, împotriva lui Fulham FC, meci terminat 3-3. 
Bale a semnat o prelungire a contractului, pe 4 ani în august 2008.
Pe 5 ianuarie 2012, a fost votat de UEFA în Echipa Anului 2012.

### Real Madrid
Pe 1 septembrie 2013, Gareth Bale s-a transferat la clubul spaniol Real Madrid, semnând un contract pe 6 ani iar costul transferului nefiind divulgat. Presa spaniolă și Real Madrid TV au anunțat că costul transferului ar fi 91 de milioane € (77 de milioane £), în timp ce presa engleză a anunțat un cost de transfer record în sumă de 100 de milioane € (85,3 milioane £), ceea ce înseamnă că ar fi mai scump decât transferul record al lui Cristiano Ronaldo contra sumei de 94 milioane € (80 de milioane £), devenind cel mai scump fotbalist din istorie.

## Cariera internațională
Bale a debutat în naționala Țării Galilor pe 27 mai 2006, într-un meci împotriva Trinidad-Tobago, făcându-l cel mai tânăr jucător al echipei.

### Goluri internaționale
| #   | Data               | Stadion                                          | Adversar   | Scorul după gol | Rezultat final | Competiția                                             |
| --- | ------------------ | ------------------------------------------------ | ---------- | --------------- | -------------- | ------------------------------------------------------ |
| 1.  | 7 octombrie 2006   | Millennium Stadium, Cardiff, Țara Galilor        | Slovacia   | 1 – 2           | 1–5            | Preliminariile Campionatului European de Fotbal 2008   |
| 2.  | 28 martie 2007     | Millennium Stadium, Cardiff, Țara Galilor        | San Marino | 2 – 0           | 3–0            | Preliminariile Campionatului European de Fotbal 2008   |
| 3.  | 12 octombrie 2010  | St. Jakob-Park, Basel, Elveția                   | Elveția    | 1 – 1           | 1–4            | Preliminariile Campionatului European de Fotbal 2012   |
| 4.  | 7 octombrie 2011   | Liberty Stadium, Swansea, Țara Galilor           | Elveția    | 2 – 0           | 2–0            | Preliminariile Campionatului European de Fotbal 2012   |
| 5.  | 11 octombrie 2011  | Stadionul Național Vasil Levski, Sofia, Bulgaria | Bulgaria   | 1 – 0           | 1–0            | Preliminariile Campionatului European de Fotbal 2012   |
| 6.  | 12 noiembrie 2011  | Cardiff City Stadium, Cardiff, Țara Galilor      | Norvegia   | 1 – 0           | 4–1            | Meci amical                                            |
| 7.  | 11 septembrie 2012 | Stadion Karađorđe, Novi Sad, Serbia              | Serbia     | 1 – 2           | 1–6            | Calificările pentru Campionatul Mondial de Fotbal 2014 |
| 8.  | 12 octombrie 2012  | Cardiff City Stadium, Cardiff, Țara Galilor      | Scoția     | 1 – 1           | 2–1            | Calificările pentru Campionatul Mondial de Fotbal 2014 |
| 9.  | 12 octombrie 2012  | Cardiff City Stadium, Cardiff, Țara Galilor      | Scoția     | 2 – 1           | 2–1            | Calificările pentru Campionatul Mondial de Fotbal 2014 |
| 10. | 6 februarie 2013   | Liberty Stadium, Swansea, Țara Galilor           | Austria    | 1 – 0           | 2–1            | Meci amical                                            |
| 11. | 26 martie 2013     | Liberty Stadium, Swansea, Țara Galilor           | Croația    | 1 – 0           | 1–2            | Calificările pentru Campionatul Mondial de Fotbal 2014 |
| 12. | 5 martie 2014      | Cardiff City Stadium, Cardiff, Țara Galilor      | Islanda    | 3–1             | 3–1            | Meci amical                                            |

### Națională
| Țara Galilor | Țara Galilor | Țara Galilor |
| An           | Meciuri      | Goluri       |
| ------------ | ------------ | ------------ |
| 2006         | 4            | 1            |
| 2007         | 7            | 1            |
| 2008         | 5            | 0            |
| 2009         | 7            | 0            |
| 2010         | 4            | 1            |
| 2011         | 6            | 3            |
| 2012         | 5            | 3            |
| 2013         | 3            | 2            |
| 2014         | 1            | 1            |
| 2015         | 6            | 5            |
| 2016         | 11           | 7            |
| 2017         | 1            | 0            |
| Total        | 60           | 24           |

## Statistici de club
La 7 aprilie 2014.
| Club              | Sezon         | Campionat | Campionat | Cupă    | Cupă   | Cupa Ligii | Cupa Ligii | Europa  | Europa | Altele1 | Altele1 | Total   | Total  |
| Club              | Sezon         | Meciuri   | Goluri    | Meciuri | Goluri | Meciuri    | Goluri     | Meciuri | Goluri | Meciuri | Goluri  | Meciuri | Goluri |
| ----------------- | ------------- | --------- | --------- | ------- | ------ | ---------- | ---------- | ------- | ------ | ------- | ------- | ------- | ------ |
| Southampton       | 2005–06       | 2         | 0         | 0       | 0      | 0          | 0          | 0       | 0      | 0       | 0       | 2       | 0      |
| Southampton       | 2006–07       | 38        | 5         | 1       | 0      | 3          | 0          | 0       | 0      | 1       | 0       | 43      | 5      |
| Southampton       | Total         | 40        | 5         | 1       | 0      | 3          | 0          | 0       | 0      | 1       | 0       | 45      | 5      |
| Tottenham Hotspur | 2007–08       | 8         | 2         | 0       | 0      | 1          | 1          | 3       | 0      | 0       | 0       | 12      | 3      |
| Tottenham Hotspur | 2008–09       | 16        | 0         | 2       | 0      | 5          | 0          | 7       | 0      | 0       | 0       | 30      | 0      |
| Tottenham Hotspur | 2009–10       | 23        | 3         | 8       | 0      | 3          | 0          | 0       | 0      | 0       | 0       | 34      | 3      |
| Tottenham Hotspur | 2010–11       | 30        | 7         | 0       | 0      | 0          | 0          | 11      | 4      | 0       | 0       | 41      | 11     |
| Tottenham Hotspur | 2011–122      | 36        | 9         | 4       | 2      | 0          | 0          | 2       | 1      | 0       | 0       | 42      | 12     |
| Tottenham Hotspur | 2012–13       | 33        | 21        | 2       | 1      | 1          | 1          | 8       | 3      | 0       | 0       | 44      | 26     |
| Tottenham Hotspur | Total         | 146       | 42        | 16      | 3      | 10         | 2          | 31      | 8      | 0       | 0       | 203     | 55     |
| Real Madrid       | 2013–14       | 27        | 15        | 5       | 1      | —          | —          | 12      | 6      | 0       | 0       | 44      | 22     |
| Real Madrid       | 2014–15       | 31        | 13        | 2       | 0      | —          | —          | 10      | 2      | 5       | 2       | 48      | 17     |
| Real Madrid       | 2015–16       | 23        | 19        | 0       | 0      | —          | —          | 8       | 0      | —       | —       | 31      | 19     |
| Real Madrid       | 2016–17       | 19        | 7         | 0       | 0      | —          | —          | 8       | 2      | 0       | 0       | 27      | 9      |
| Real Madrid       | 2017–18       | 5         | 2         | 0       | 0      | —          | —          | 2       | 1      | 2       | 0       | 9       | 3      |
| Real Madrid       | Total         | 105       | 56        | 7       | 1      | —          | —          | 40      | 11     | 7       | 2       | 159     | 70     |
| Total carieră     | Total carieră | 291       | 103       | 24      | 4      | 13         | 2          | 71      | 19     | 8       | 2       | 407     | 130    |

1 Include play-off-urile Football League Championship

2  Golurile pentru Spurs nu include golul marcat contra Fulham pe 6 noiembrie 2011, mai târziu califcat ca autogol 

## Palmares

### Club
Southampton Academy
- Premier Academy League: 2005–06

Tottenham Hotspur
- Cupa Ligii:
  - Finalist: 2009

Real Madrid
- La Liga (2)ː 2016-17, 2019-20
- Copa del Rey (1): 2013–14
- Supercupa Spaniei (2): 2017, 2020
- Liga Campionilor UEFA (4): 2013–14, 2015-16, 2016-2017, 2017–18
- Supercupa Europei (3): 2014, 2016, 2017
- Campionatul Mondial al Cluburilor (4): 2014,2016, 2017, 2018

### Individual
- Football League Championship PFA Team of the Year: 2006–07
- Football League Young Player of the Year: 2007
- FAW Young Player of the Year: 2007[21]
- FA Cup Player of the Round: 2009–10 5th Round[22]
- Tottenham Hotspur Young Player of the Year: 2009–10,[23] 2010–11[necesită citare]
- Tottenham Hotspur 'Player Of The Year': 2012–13
- Wales Player of the Year Award: 2010,[24] 2011[25]
- BBC Wales Sports Personality of the Year: 2010[26]
- BBC Wales Carwyn James Junior Sportsman of the Year: 2006[6]
- Premier League PFA Team of the Year: 2010–11, 2011–12, 2012–13[27]
- FWA Footballer of the Year: 2012–13
- PFA Players' Player of the Year: 2010–11,[28] 2012–13[27]
- PFA Young Player of the Year: 2012–13[27]
- UEFA Team of the Year: 2011,[29] 2013
- Premier League Player of the Month: aprilie 2010,[30] ianuarie 2012, februarie 2013[31]